# Spinuris lophosoma
Spinuris lophosoma är en plattmaskart. Spinuris lophosoma ingår i släktet Spinuris och familjen Monocotylidae. Inga underarter finns listade i Catalogue of Life.